# Орест (Іванюк)
Орест (в миру Онуфрій Іванович Іванюк, 12 червня 1900, с. Багна, Буковина — 14 квітня 1981, м. Нью-Йорк, США) — єпископ УАПЦ в Діаспорі з титулом єпископ Львівсько-Чернівецький, керуючий Західноєвропейською єпархією.

## Життєпис
Народжений 12 червня 1900 року в селі Багна на Буковині (тепер Вижницький район) в селянській родині. Початкову освіту здобув у Вижниці, де почав навчання в гімназії. У 1920 році закінчив гімназію в Чернівцях.
У 1920—1926 роки вивчав богослов'я і філософію в Чернівецькому університеті.
У 1926 році після закінчення університету одружився з дочкою священника Наталією Дарійчук.
26 грудня 1926 єпископом Радивецьким Іполитом (Воробкевичем) висвячений на священника в кафедральному соборі Святої Трійці в Чернівцях. Після висвячення служив в юрисдикції Православної церкви Румунії на кількох парафіях на Буковині і брав активну участь в суспільно-громадському житті та культурно-освітньому своїх парафій. За старанну пастирську роботу отримав в 1928 році дві похвальні грамоти від Митрополита Нектарія (Котлярчука).
У 1940 році, коли Північна Буковина відійшла до СРСР, Онуфрій Іванюк поїхав на Холмщину де обслуговував українські православні парафії в юрисдикції єпископа Іларіона (Огієнка), котрий перебував на той момент у юрисдикції Польської православної церкви.
Звідти в 1943 році переїхав до Німеччини. У Німеччині в служив в таборах біженців.
У 1948 році перебрався до Канади, де приєднався до УАПЦ в Канаді. У 1949—1959 роки проживав в Оттаві і обслуговував парафії УГПЦ в Східній Канаді.
У Канаді він продовж свою освіту, отримав звання магістра в Оттаві в області історії.
Його дружина не емігрувала і померла в 1950 році в Румунії.
У 1952 році переїхав до США і опікувався там парафіями УПЦ в юрисдикції митрополита Іоанна (Теодоровича). У 1965 році прийняв чернецтво з ім'ям Орест і був зведений в сан архімандрита.
13 вересня 1969 році рішенням надзвичайного собору УАПЦ в діаспорі, що пройшов у Оттобрунні, обраний єпископом з дорученням нести служіння в Австрії, Бельгії, Західної Німеччини і Франції.
27 вересня того ж в українській православній Церкві святого Георгія Побідоносця в місті Дербі, Англія, відбувся чин наречення на єпископа. 28 вересня там же хіротонізований на єпископа Львівсько-Чернівецької. Хіротонію здійснили митрополит Мстислав (Скрипник) і архієпископ Донат (Буртан), який керував українськими парафіями в Австралії.
30 вересня 1969 прибув до Німеччини і оселився спочатку в Карлсруе, потім жив в Карсфельде, поблизу Мюнхена, а згодом в Мюнхені-Людвигсфельді.
Розпорядженням Митрополита Мстислава (Скрипника), з 7 березня 1973 року був правлячим єпископом західньоевропейської єпархії УАПЦ в діаспорі. 1 січня 1975 возведений у сан архієпископа.
Брав участь в екуменічних службах, а також в православних Богословських семінарах.
Помер 14 квітня 1981 року в Нью-Йорку, куди прибув для відпочинку і лікування.
Похорон проводилися 17 квітня 1981 церкви-пам'ятнику на кладовищі-пантеоні в Саут-Баунд-Бруку, Нью-Джерсі. Похоронний чин здійснив Митрополит Мстислав у співслужінні єпископа Української Православної Церкви Ізяслава.